# Billingsfors
Billingsfors est une localité de la commune de Bengtsfors dans le comté de Västra Götaland en Suède.
Sa population était de 1147 habitants en 2019.